# Eucharia wassi
Eucharia wassi là một loài bướm đêm thuộc phân họ Arctiinae, họ Erebidae.